# Arnebia ugamensis
Arnebia ugamensis là loài thực vật có hoa trong họ Mồ hôi. Loài này được (Popov) Riedl mô tả khoa học đầu tiên năm 1971 publ. 1972.